# Nanofibres de cellulose
Les nanofibres de cellulose sont des nanofibres créés à partir de la cellulose de particules de bois.

## Nanofibres de cellulose oxydées par TEMPO
Une méthode de production directe de nanofibres de cellulose avec des particules de bois brut en utilisant un processus de blanchiment simultané et d'oxydation TEMPO est utilisé pour la fabrication de nanopapier,,.